# Băiuș
Băiuș es una comuna del Distrito de Leova, Moldavia. Está compuesta por tres pueblos: Băiuș (La mayor de las tres poblaciones y homónima de la comuna), Cociulia Nouă y Hîrtop.